# ولادیمیر واینوویچ
ولادیمیر نیکالایویچ واینوویچ (روسی: Влади́мир Никола́евич Войно́вич)، نویسنده و طنز پرداز روس بود که در سال ۱۹۳۲ در شهر دوشنبه از مادری یهودی و پدری روس با تبار صرب زاده شد. واینوویچ در سال ۱۹۸۰ به‌دلیل نگاه انتقادی‌اش نسبت به حکومت شوروی از کشور اخراج شد اما در سال ۱۹۹۰ با بازگرداندن شهروندی اتحادیه جماهیر شوروی وی توسط میخائیل گورباچف به مسکو بازگشت. او تا پایان عمر از منتقدین جدی حکومت روسیه تحت زمامداری ولادیمیر پوتین باقی ماند. اثر شاهکار وی «زندگی و ماجراجویی‌های نامعمول سرباز ایوان چونکین»، در دوران جنگ جهانی دوم روایت می‌شود و پوچی‌های روزمره رژیم توتالیتر را به سخره می‌گیرد. از جمله آثار ترجمه شده وی به فارسی، می‌توان به کلاه پوستی و شوروی ضد شوروی اشاره کرد که با ترجمه بیژن اشتری توسط نشر ثالث منتشر شده‌است. ولادیمیر واینوویچ در ۲۷ ژوئیه ۲۰۱۸ به‌دنبال حمله قلبی در سن ۸۵ سالگی در مسکو درگذشت.